# 弗拉迪米尔·魏斯 (1964年)
維達美·韋斯（Vladimír Weiss，1964年9月22日—）是一名斯洛伐克前足球運動員及主教練。

## 生平

### 球員
韋斯於球員時期曾長時間效力國際布拉迪斯拉發（Inter Bratislava）。國際賽方面他早年代表捷克斯洛伐克，曾參加1990年世界盃，合共上陣19場。1992年天鵝絨分離後，韋斯再繼續代表解體後的斯洛伐克上陣12場。

### 教練
韋斯於任教佩特薩爾卡時贏得斯甲冠軍，並於翌年晉級歐聯分組賽階段。 他於2006年2月轉投俄超的莫斯科州土星，並從舊東主引入多名斯洛伐克球員。但僅一年多後，韋斯於2007年6月重返佩特薩爾卡執教。
2008年韋斯擔任斯洛伐克國家隊的主教練，並帶領球隊歷來首次晉級大型競賽的決賽週，於2010年世界盃外圍賽最後一輪作客1-0擊敗波蘭，以兩分之微力壓斯洛文尼亞，取得小組首名及直接出線資格。於南非世界盃，斯洛伐克在分組賽擊敗義大利取得次名晉身16強淘汰賽階段，但以1-2負於荷蘭出局。
2012年1月末，他以未能帶領斯洛伐克出線2012年歐國盃而引咎辭職。

## 私人生活
韋斯的兒子，同樣稱為華迪美·韋斯，是斯洛伐克國家隊球員。而他的父親一樣稱為華迪美·韋斯，亦是一名足球運動員，曾代表捷克斯洛伐克，於退役後也曾擔任球隊教練工作。

## 榮譽
佩特薩爾卡
- 斯洛伐克足球甲级联赛：2004/05年、2007/08年；
- 斯洛伐克盃：2004年、2008年；

## 外部連結
- Profile Vladimir Weiss （页面存档备份，存于） Sports-Info (Slovakian)